# Tiechnołogiczeskij institut
Tiechnołogiczeskij Institut (ros. Технологи́ческий институт) – trzynasta stacja linii Kirowsko-Wyborskiej i zarazem jedenasta stacja linii Moskiewsko-Piotrogrodzkiej, znajdującego się w Petersburgu systemu metra.

## Charakterystyka
Stacja Tiechnołogiczeskij Institut (numer 1, linii Kirowsko-Wyborskiej) została oficjalnie uruchomiona 15 listopada 1955 roku i jej konstrukcja jest przykładem głębokiej stacji kolumnowej. Autorami projektu architektonicznego obecnej postaci stacji są: A. M. Sokołow (А. М. Соколов), A. K. Andriejew (А. К. Андреев), S. M. Epsztejn (С. М. Эпштейн). Tiechnołogiczeskij Institut był pierwszą stacją leningradzkiego systemu metra, na potrzeby jej budowy wyburzony został jeden z okolicznych budynków, a nowej budowli, oprócz wejścia do stacji, swe miejsce znalazły także biura zarządu metra. Zdobi ją kolumnada. Była to także największa, pod względem powierzchni, stacja otwarta w pierwszej fazie budowy metra w dawnej stolicy. W momencie otwarcia stacji, miała ona sławić dorobek Józefa Stalina, a jedna z inskrypcji głosiła: „Chwała Stalinowi, wielkiemu budowniczemu komunizmu, koryfeuszowi nauki!”. Na ścianach między kolumnami umieszczono reliefy przedstawiające dwudziestu czterech wielkich ludzi rosyjskiej sowieckiej nauki: Michaiła Łomonosowa, Aleksandra Popowa, Klimienta Timiriaziewa, Iwana Pawłowa, Iwana Fedorowicza, Nikołaja Łobaczewskiego, Iwana Kulubina, Nikołaja Pirogowa, Siergieja Botkina, Nikołaja Mikłucho-Makłaja, Nikołaja Przewalskiego, Pawła Jabłoczkowa, Zofii Kowalewskiej, Iwana Sieczenowa, Ilji Miecznikowa, Dmitrija Mendelejewa, Nikołaja Żukowskiego, Władimira Biechtieriewa, Siergieja Lebiediewa, Iwana Miczurina, Konstantina Ciołkowskiego, Aleksandra Karpińskiego, Aleksieja Faworskiego i Aleksieja Kryłowa. Swe miejsce znaleźli tu też przedstawiciele marksizmu-leninizmu, Włodzimierz Lenin, Karol Marks, Fryderyk Engels i Józef Stalin. Ich zostały jednak zdemontowane w czasie jednej z rekonstrukcji i przeniesione do Muzeum Miasta Petersburga. Podobny los spotkał wizerunki Aleksieja Farowskiego i Aleksieja Kryłowa. Kolumny i ściany wykonane zostały z jasnego marmuru, a posadzki wyłożono płytami z ciemnego granitu. Sufit ma formę półkolistą, u swej podstawy zdobioną dekoracjami i podświetloną, a na ścianach umieszczono także wieńce laurowe. Marmur sprowadzony został z Uralu.

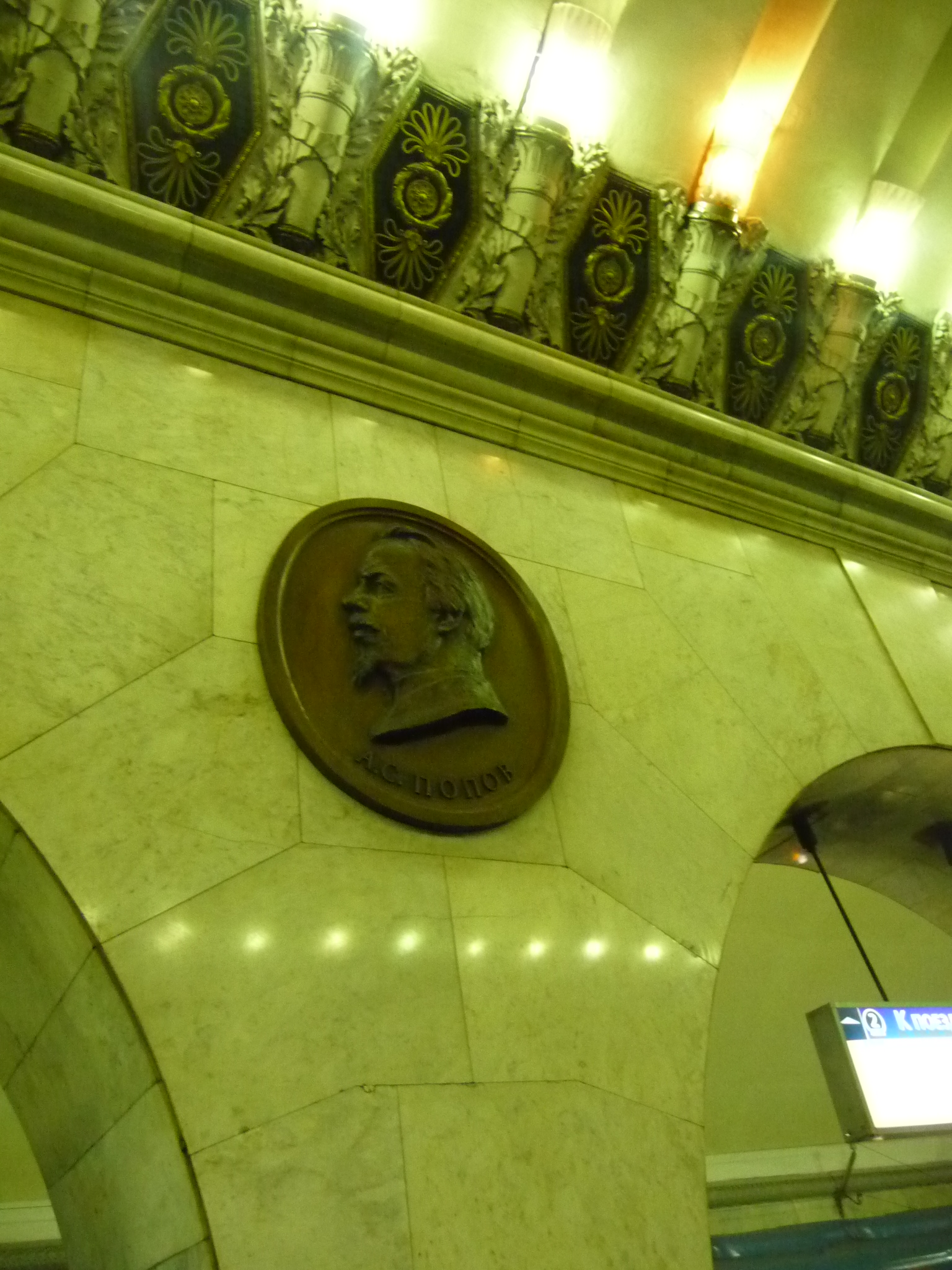
Dekoracje stacji. Relief przedstawiający Aleksandra Popowa.

Druga stacja (linii Moskiewsko-Piotrogrodzkiej) o tej samej nazwie została uruchomiona 11 kwietnia 1961 roku. Jej dekoracje są uboższe od drugiej stacji, gdyż powstały już w duchu architektury epoki Nikity Chruszczowa. Reprezentuje ona typ pylonowy. Autorami projektu architektonicznego są: A. I. Pribulskij (А. И. Прибульский), A. J. Maczeriet (А. Я. Мачерет), W. W. Gankiewicz (В. В. Ганкевич), A. S. Gieckin (А. С. Гецкин), A. W. Kwiatkowski (А. В. Квятковский), I. E. Siergiejewa (И. Е. Сергеева). Stację ozdabia cytat z Włodzimierza Lenina, dotyczący nauki i jej pokojowej roli dla rozwoju ludzkości. Na pylonach stacji umieszczono kalendarium osiągnięć sowieckiej nauki. Rozpoczyna się ono od 1920 roku, od planu Lenina elektryfikacji kraju, a kończy się na roku 1979, gdy miał zostać wprowadzony do użytku Ił-86. Ściany i pylony wykonane są z szarego marmuru, posadzki wyłożone płytami z czarnego i szarego granitu. W momencie oddania do użytku Technołogiczeskij Institut 2 był jedyną stacją bez własnego wyjścia do miasta, przejście prowadziło przez stację numer jeden. Dopiero 18 lipca 1980 roku otrzymała ona drugie, oddzielne wejście.
Obie stacje Tiechnołogiczeskij Institutu położone są na głębokości 40 metrów. Z uwagi na swą podwójną rolę jest to punkt przesiadkowy pomiędzy liniami Kirowsko-Wyborską i Moskiewsko-Piotrogrodzką. Ruch pociągów na pierwszej stacji odbywa się od godziny 7:00 do godziny 20:00, natomiast na drugiej od 5:40 do 00:28 i w tym czasie są one otwarte dla pasażerów.